# Ozarba festiva
Ozarba festiva är en fjärilsart som beskrevs av Emilio Berio 1950. Ozarba festiva ingår i släktet Ozarba och familjen nattflyn. Inga underarter finns listade i Catalogue of Life.